# فرانسيس غيلام هولدن
فرانسيس غيلام هولدن (9 فبراير 1843 - 21 أغسطس 1924)، ممرضة أسترالية أصبحت فيما بعد مديرة مستشفى الأطفال المرضى (الآن مستشفى ألكسندرا الملكي للأطفال)، سيدني. كانت هولدن أيضًا كاتبة غزيرة الإنتاج وكتبت كتبًا وقصائدًا وساهمت في مقالات في المجلات والصحف مع منشوراتها التي تركز على موضوعات مثل ممارسات التمريض وعلم وظائف الأعضاء وحقوق المرأة. لمساهماتها ككاتبة وداعمة لحقوق المرأة، تعتبر هولدن مناصرة نسوية من الموجة الأولى.

## حياتها المبكرة
ولدت غيلام في عائلة من الطبقة المتوسطة في جوسفورد، نيو ساوث ويلز، أستراليا. كانت الابنة الكبرى لألفريد هولدن، وزوجته جين. عمل والدها قاضيًا للشرطة وكانت والدتها ابنة الدكتور أليك أوزبورن. كانت هولدن أيضًا ابنة أخت جورج كينيان هولدن، وهو محامٍ وسياسي، وأبناء عم جون وات، وهو رجل أعمال.
عاشت عائلة هولدن في نيوبورت لمدة عامين قبل أن تنتقل إلى بنشهيرست في عام 1849.
كانت هولدن، مع إخوتها الأحد عشر، من القراء النهمين وعرفتهم العائلات الأخرى في الحي باسم دودة الكتب الصغيرة. أخذت هي نفسها أذواقها في القراءة من والدها، واستمتعت بالكتب في الأدب الإنجليزي، والقصائد، والتاريخ، وشكسبير. تعلّم الأطفال الإثني عشر على يد مدرسين في المنزل بسبب كراهية والدها لفكرة المدارس.
عملت هولدن في البداية كمربية لكنها بدأت في إبداء الاهتمام بالتمريض لأنها اعتبرتها مجال عمل أكثر جدوى ومكافأة.

## التمريض

### مستوصف سيدني
في سن 31، بدأت هولدن في مهنة التمريض مع ثلاث من شقيقاتها الأصغر سنًا، لورا وروزاموند وإديث. في 10 يونيو 1874، دخلت هولدن وروزاموند إلى مستوصف ومستوصف سيدني للتدريب تحت إشراف لوسي أوزبورن، ربيب نايتنجيل في المستوصف. لم تتفق هولدن في كثير من الأحيان مع رئيسها. بشكل خاص، كتب أوزبورن:
ليس لدي أي أخوات الآن لدي جسد باسم فاني هولدن، وقد شفيتني من أي رغبة للأخوات أعتقد أنها ستستمر إلى الأبد! كانت بغيضة بشكل مخيف.
في 3 مارس 1875، فصلت هولدن، مع أربع ممرضات أخريات، اثنتان منهن شقيقتان لها، باعتبارهن غير مؤهلات من قبل أوزبورن. عند إقالتها، اعترضت هولدن على الذهاب بقوة إلى السيد ستريت (السكرتير الفخري) ليأتي ويخرجها.
خلال تسعة أشهر من عملها في المستوصف، كانت هولدن تعمل في الغالب في عنابر الرجال وعنابر الحوادث.

### ككاتبة
كانت هولدن كاتبة بارزة وانتشرت العديد من كتبها على نطاق واسع، مع بعض أشهر منشوراتها التي كُتبت أثناء عملها كمشرفة للسيدات. بصفتها كاتبة ومؤلفة، نشرت مجموعة متنوعة من الأعمال بما في ذلك المحاضرات والمقالات في المجلات والصحف والكتب والقصائد التي ناقشت فيها مجموعة من الموضوعات بما في ذلك الصحة العامة وإصلاح المستشفيات وعلم وظائف الأعضاء والتمريض وحقوق المرأة. تجربتها الشخصية مع التيفوئيد، كمريضة وكممرضة، ألهمت العديد من المقالات حول علاجه.
منذ أوائل سبعينيات القرن التاسع عشر، بدأت هولدن المساهمة بمقالات في المجلات والصحف، وعادة ما تكون بأسماء مستعارة مثل: أستراليان.
في أوائل ثمانينيات القرن التاسع عشر وأوائل تسعينيات القرن التاسع عشر، انخرطت هولدن في النسوية المنظمة وبدأت الكتابة في المجلات النسائية. تضمنت منشوراتها حججًا من أجل التعليم العالي للمرأة ومناقشة حول دور المرأة كزوجة وأم. في مقالات مثل عمل المرأة، تجادل بأن الحياة المنزلية للمرأة يجب ألا يتم التقليل من شأنها، بل يجب الاحتفال بها كمصدر للتقدم الاجتماعي. تعتقد هولدن أنه لا توجد واجبات أشرف من الواجبات المنزلية.
في عام 1887، كتبت هولدن مجموعة من القصائد. في هذا المنشور، قيل إن كتاباتها بسيطة وطبيعية ومتعاطفة في حين أنها غير متساوية وغير مصقولة أحيانًا.